# منصور نادری
سید منصور نادری (زاده ۱۳۱۵ ولسوالی دوشی بغلان) فرزند سید نادرشاه کیانی (سید کیان) می باشد. او سیاستمدار افغانستانی و نماینده مردم بغلان در دوره‌های پانزدهم و شانزدهم مجلس نمایندگان بود. ایشان در مجلس شانزدهم نمایندگان افغانستان عضو کمیسیون امور تقنینی است. .

## زندگی‌نامه
سید منصورنادری فرزند سید نادرشاه، زاده ۱۳۱۵ (خورشیدی) در ولسوالی دوشی ولایت بغلان می‌باشد. او دارای تحصیلات خصوصی بوده و در زمان حکومت نجیب‌الله در سمت سناتور فعالیت داشته‌است. در زمان حکومت مجاهدین افغانستان، معاون برهان‌الدین ربانی بوده‌است. پس از سقوط طالبان توانست در دو دوره مجلس نمایندگان راه پیدا کند و حزب پیوند ملی را نیز تأسیس کرده‌است.
سید منصور نادری و فرزندش سید جعفر نادری در سالهای ۱۹۸۰ و ۱۹۹۰ میلادی دارای قدرت عظیم نظامی در شمال افغانستان بودند. دره کیان پایگاه حکمروایی و فرماندهی او بود. بر اساس گزارش‌ها ۱۳۰۰۰ الی ۱۸۰۰۰ افراد نظامی اسماعیلی در زمان جنگ‌های داخلی برای دفاع از منافع اسماعیلی در افغانستان، می جنگیدند. مستند ساز مشهور امریکایی به اسم جیف هارمون در سال ۱۹۸۹ مستندی را زیر نام "جنگسالار کیان" (Warlord of Kayan) تولید کرد که در آن سید جعفر نادری نقش مرکزی را دارد. جیف در این مستند توضیح داده است که اسماعیلیان چگونه قدرت نظامی بدست آورد و با تحویل گیری اسلحه نظامی از قوت‌های روسی در سال ۱۹۸۹ و ایجاد فرقه ۸۰ نظامی در ولایت بغلان، به یک قدرت بی بدیل در شمال افغانستان تبدیل گردیدند.  

## دیگر فعالیت‌ها
دیگر فعالیت‌های ایشان:
- سناتور در زمان حکومت دکتر نجیب.
- معاون رئیس‌جمهور در زمان حکومت مجاهدین.
- بزرگ‌هزاره‌های اسماعیلی افغانستان.[۱][۲]
- نماینده پارلمان در دوره پانزدهم و شانزدهم.
- رهبر حزب پیوند ملی.
- رئیس کانون فرهنگی حکیم ناصر خسرو بلخی.